# Constitución 999
La Torre Sohl es la el nombre de un proyecto de SMA arquitectos en la ciudad de Monterrey, la capital del estado de Nuevo León (México). El elemento principal del conjunto es una torre de uso mixto. Está previsto que el rascacielos tenga 268 metros de altura, 62 plantas y 5 sótanos. Su construcción comenzó en 2022 y su finalización terminaría en 2028, según los planes de su constructora. El proyecto fue diseñado por Sordo Madaleno Arquitectos.